# 가미군 (사이타마현)

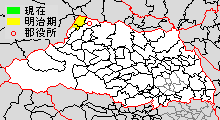
사이타마현 가미군의 범위

가미군(일본어: 賀美郡)은 사이타마현(무사시국)에 있던 군이다.

## 군역
현재의 행정 구역으로 대체로 다음의 지역에 해당한다.
- 고다마군 가미사토정 전역
- 고다마군 가미카와정 일부

## 역사

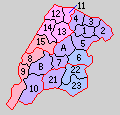
11.진보하라촌 12.가미촌 13.시치혼기촌 14.나가하타촌 15.단쇼촌 1~10은 고다마군 21~23은 나카군

- 1879년 3月17日 - 군구정촌 편제법이 시행되어, 행정 구역 가미군(賀美郡)이 설치됨.
- 1889년 4월 1일 - 정촌제가 시행되어 아래 촌이 발족. 단쇼촌을 빼고 나머지는 현 고다마군 가미사토정. (5촌)
  - 진보하라촌(神保原村)
  - 가미촌(賀美村)
  - 시치혼기촌(七本木村)
  - 나가하타촌(長幡村)
  - 단쇼촌(丹荘村): 현 고다마군 가미카와정.
- 1896년(明治29年)4월 1일 - 고다마군·가미군·나카군의 구역을 합쳐 새로운  고다마군(児玉郡)이 발족. 가미군은 폐지되었다.